# Economia de Bilbau
Economia de Bilbau refere-se às características económicas daquela cidade espanhola, capital da província da Biscaia, no País Basco.
Bilbau tem sido o núcleo económico do País Basco desde os tempos do Consulado, principalmente graças ao comércio de produtos castelhanos no seu porto, baseada na exploração de minas de ferro e na indústria siderúrgica, que promoveram o tráfico marítimo, a atividade portuária e a construção naval. No campo financeiro, em 1857 foi fundado o Banco de Bilbau e em 1901 é criado o Banco de Vizcaya. Estes bancos fundiram-se em 1988, dando origem ao BBV, que por sua vez se fundiu com o grupo bancário Argentaria originando o Banco Bilbao Vizcaya Argentaria. As caixas de poupança que operavam a nível local (a Caja de Ahorros Municipal de Bilbao, fundada em 1907) e provincial (Caja de Ahorros Provincial de Vizcaya, fundada em 1921) fundiram-se em 1990 para formar a Bilbao Bizkaia Kutxa. Outras instituições económicas fundadas no século XIX foram a Câmara de Comércio, Indústria e Navegação e a Bolsa de Bilbau, esta última criada a 21 de julho de 1890.

## Porto de Bilbau
Até ao últimos anos do século XIX, o porto localizava-se no que agora é o Arenal, a poucos metros do Casco Viejo. Em 1902 foi construído o Porto Exterior, na desembocadura da ria, no município de Santurce. Ampliações posteriores acabaram por derivar no chamado "Superporto", que nos anos 1970 substituiu os molhes anteriores, exceto os localizados no bairro de Zozorra, que ainda estão em atividade, deixando o Canal de Deusto apenas para barcos de recreio.
Em 2010, Bilbau encontrava-se entre os cinco portos mais importantes de Espanha. Nesse ano, passaram pelo porto 3 240 navios e o tráfego de passageiros foi de 44 522 embarques, 48 604 desembarques e 71 898 em trânsito. O tráfego de mercadorias foi 33 660 821 toneladas e 531,457 contentores, encontrando-se entre as principais origens e destinos, com mais de 15 400 000 tineladas, a Rússia, Espanha, Estados Unidos, Reino Unido, Irão, Bélgica, Países Baixos, Trinidad e Tobago. O tráfego de mercadorias em 2010 foi inferior ao de anos anteriores, nos quais chegou às 38 milhões de toneladas.
O volume negócios da empresa que gere o porto foi 59,492 milhões de euros. Estima-se que o porto seja responsável direto e indireto por 10 000 postos de trabalho, contribua com cerca de 500 milhões de euros para o PIB anual basco e gere 60 milhões de euros de impostos.
Alguns dados sobre as infraestruturas do Porto de Bilbau: 2 carregadores contínuos, 5 rampas de carga, 10 gruas porta-contentores, 16 gruas trastainer, 56 gruas de pórtico e 2 pontes rolantes, terminais especializados em mercadorias em geral, contentores, granel, tanto de sólidos como de líquidos, mercadorias horto-frutícolas e automóveis, 17 km de molhes, mais de 250 000 m² de área de armazenamento coberto, 25 300 m² e  de armazéns frigoríficos, 11 armazéns de depósito franco com um total de 30 000 m². Ocupa 350 ha em terra e 1 700 ha no mar. O "Bilbao Atlantico Frío Terminal", para mercadorias perecíveis tem capacidade para armazenar 20 000 m³ de mercadorias, está completamente automatizado e dispõe de um sistema de rastreabilidade de paletes; o seu tráfego anual ultrapassa as 12 000 paletes.

## Minas e siderurgia
O ferro é a principal e mais abundante matéria prima que se encontra na Biscaia e a sua extração estava protegida legalmente desde 1526. A mineração foi a principal atividade primária da cidade e o minério, de grande qualidade, era exportado para toda a Europa. Só na segunda metade do século XIX foi desenvolvida a indústria siderúrgica, que beneficiou dos recursos e comunicações oferecidos pela cidade. No século XX, tanto capitais espanhóis como o resto do continente importavam cerca de 90% do ferro biscainho. Embora a Primeira Guerra Mundial tornasse Bilbau um dos principais centros siderúrgicos europeus, as crises subsequentes fizeram declinar a atividade.

## Bolsa de comércio e feira de exposições
Bolsa
Existiam projetos de fundar uma "bolsa de mercadores" desde o início do século XIX, se bem que esta só seria criada a 21 de julho de 1890, principalmente dada a oposição dos chamados "corredores de comércio". A primeira sessão da Bolsa de Bilbau, durante a qual ocorreu a venda de 52 500 pesetas em títulos de dívida amortizável, teve lugar a 5 de fevereiro de 1891 no vestíbulo do Teatro Arriaga. A bolsa mudou-se para o edifício atual em 1905 e atualmente é um mercado secundário oficial.
Feira de exposições
As novas instalações da Feira de Exposições de Bilbau foram inauguradas em 2004 e passaram a denominar-se Bilbao Exhibition Centre (BEC). As instalações situam-se no bairro de Ansio da localidade vizinha de Baracaldo, nos terrenos antes ocupados pela empresa Altos Hornos de Vizcaya, a apenas 8 km do centro urbano. Este novo espaço permite a realização de exposições de carácter internacional e de grande capacidade.
O centro dispõe de 251 055 m², dos quais 246 457, distribuídos por seis pavilhões, se destinam a exposições (150 000 m²) e os restantes albergam um centro comercial e um hotel. Além dos pavilhões de exposição, a feira conta com um pavilhão VIP, um centro de congressos com 6 500 m², 6 500 m² dedicados a escritórios e um grande átrio com 41 500 m². Também conta com um parque de estacionamento subterrâneo com capacidade para 4 000 automóveis e é servida pela linha nº 2 do metropolitano. A Bizkaia Arena, uma grande sala multiusos com capacidade para 26 000 pessoas também faz part do complexo do BEC.
Entre os certames que decorrem no BEC encontram-se o Ferroforma e a Bienal da Máquina Ferramenta. A Bizkaia Arena também é usada para concertos de grandes audiências, como os dos AC/DC e Bruce Springsteen, entre outros.

## Turismo
O primeiro impulso do turismo deu-se com a construção da linha de caminho de ferro entre o centro da cidade e o bairro de Las Arenas, no município de Guecho. Os responsáveis desta iniciativa publicitaram-na oferecendo «um passeio até Las Arenas ou Portugalete, onde se respiram as brisas do mar, cuja vista oferecem muito poucos portos de banhos» Assim se constitui um discreto destino balneário.
No entanto, o grande impulso turístico iniciou-se com a inauguração do Museu Guggenheim, como atesta a crescente afluência de turistas desde então, que chegou a 623 229 visitantes em 2007. Outros dados afirmam que a localidade é o destino de 30% das visitas do País Basco, sendo o principal destino daquela comunidade autónoma, acima de São Sebastião. A procedência da maioria dos turistas é Madrid, seguindo-se a Catalunha. A maioria dos visitantes estrangeiros provém de França, Reino Unido, Alemanha e Itália.
Além do turismo de ócio, também há turismo de negócios e de congressos, graças às novas instalações, como o Palácio Euskalduna o vizinho Bilbao Exhibition Centre, em Baracaldo.

## Atualidade
A grave crise industrial dos anos 1980 obrigou a cidade a repensar as bases do seu desenvolvimento económico. Foi assim que se transformou numa cidade de serviços, sede de numerosas empresas de relevância nacional e internacional, incluindo duas que em 2008 se encontravam entre as 150 maiores do mundo segundo a revista Forbes: o BBVA em 40º lugar (3ª em Espanha) e a Iderdrola no 122º (5ª em Espanha).
O Produto Interno Bruto da província da Biscaia em 2006 foi 31,485 mil milhões * de euros, um aumentando 4,2% em relação ao ano anterior. Este número representa metade do PIB de todo o País Basco espanhol. Segundo o "Anuário Socioeconómico", os setores mais fortes são o da construção, indústria extrativa e de manufatura, além do setor terciário: ócio, hotelaria, comércio, tursimo e distribuição comercial. O PIB per capita em novembro de 2007 era 19 648 euros, muito abaixo do da província da Biscaia, que foi de 27 220. A taxa de desemprego nessa data era de 8,7%, superior à da Biscaia (8,0%) e do País Basco (7,4%), mas inferior à de Espanha (10,6%).